# 13e étape du Tour d'Italie 2025
Pour un article plus général, voir Tour d'Italie 2025.
La 13e étape du Tour d'Italie 2025 se déroule le vendredi 23 mai 2025 entre Rovigo et Vicence, en Vénétie, sur une distance de 180 km.

## Parcours
Cette étape généralement plate est ponctuée de cinq côtes reprises en 4e catégorie dont quatre se situent dans les 45 derniers kilomètres. Les coureurs passent une première fois la ligne d'arrivée en côte à Vicence au sanctuaire de Notre-Dame du Mont Berico avant d'accomplir une fois le circuit local de 20,3 km. La ligne d’arrivée est tracée au sommet d’une rampe de 3 kilomètres dont les 800 derniers mètres présentent une déclivité moyenne de 10 % avec une section à 12 % à 350 mètres de l'arrivée.

## Déroulement de la course
L'échappée du jour se compose de neuf hommes : Luca Mozzato (Arkéa-B&B Hotels), Fran Miholjević (Bahrain-Victorious), Dries De Bondt (Decathlon AG2R La Mondiale), Sven Erik Bystrøm et Lorenzo Germani (Groupama-FDJ), Lorenzo Milesi (Movistar), Chris Hamilton (Picnic PostNL), Mattia Bais (Polti VisitMalta) et Filippo Magli (VF Group-Bardiani CSF-Faizanè). Les échappés sont repris au pied de la montée de San Giovanni in Monte (48 km de l'arrivée), à l'exception de Germani qui poursuit seul puis est rejoint par Christian Scaroni (XDS Astana), sorti du groupe maillot rose. Les deux Italiens augmentent leur avance sur le groupe maillot rose pour compter jusqu'à une minute à 27 km du terme mais ils sont repris à une dizaine de kilomètres de l'arrivée. Un kilomètre plus loin, Romain Bardet (Team Picnic PostNL) prend de l'avance en descente puis est rejoint par Mathias Vacek (Lidl Trek). Le duo est finalement rejoint dans la côte d'arrivée, à 500 mètres du but. Le maillot cyclamen Mads Pedersen lance le sprint de loin et remporte son quatrième succès devant Wout van Aert qui ne parvient pas à le remonter.

## Résultats

### Classement de l'étape
| \| Classement de l'étape \| Classement de l'étape \| Classement de l'étape \| Classement de l'étape \| Classement de l'étape \| \| Coureur \| Coureur \| Pays \| Équipe \| Temps \| \| --------------------- \| --------------------- \| --------------------- \| -------------------------- \| --------------------- \| \| 1er \| Mads Pedersen \| Danemark \| Lidl-Trek \| 3 h 50 min 24 s \| \| 2e \| Wout van Aert \| Belgique \| Team Visma \\| Lease a Bike \| + 0 s \| \| 3e \| Isaac Del Toro \| Mexique \| UAE Team Emirates XRG \| + 2 s \| \| 4e \| Rémy Rochas \| France \| Groupama-FDJ \| + 5 s \| \| 5e \| Dorian Godon \| France \| Decathlon-AG2R La Mondiale \| + 5 s \| \| 6e \| Primož Roglič \| Slovénie \| Red Bull-Bora-Hansgrohe \| + 5 s \| \| 7e \| Antonio Tiberi \| Italie \| Bahrain Victorious \| + 5 s \| \| 8e \| Derek Gee \| Canada \| Israel-Premier Tech \| + 5 s \| \| 9e \| Orluis Aular \| Venezuela \| Movistar Team \| + 5 s \| \| 10e \| Egan Bernal \| Colombie \| Ineos Grenadiers \| + 5 s \| |                |           |                            |                 |
| |                |           |                            |                 |
| Source : ProCyclingStats |                |           |                            |                 |
| Classement de l'étape |                |           |                            |                 |
| Coureur | Coureur        | Pays      | Équipe                     | Temps           |
| 1er | Mads Pedersen  | Danemark  | Lidl-Trek                  | 3 h 50 min 24 s |
| 2e | Wout van Aert  | Belgique  | Team Visma \| Lease a Bike | + 0 s           |
| 3e | Isaac Del Toro | Mexique   | UAE Team Emirates XRG      | + 2 s           |
| 4e | Rémy Rochas    | France    | Groupama-FDJ               | + 5 s           |
| 5e | Dorian Godon   | France    | Decathlon-AG2R La Mondiale | + 5 s           |
| 6e | Primož Roglič  | Slovénie  | Red Bull-Bora-Hansgrohe    | + 5 s           |
| 7e | Antonio Tiberi | Italie    | Bahrain Victorious         | + 5 s           |
| 8e | Derek Gee      | Canada    | Israel-Premier Tech        | + 5 s           |
| 9e | Orluis Aular   | Venezuela | Movistar Team              | + 5 s           |
| 10e | Egan Bernal    | Colombie  | Ineos Grenadiers           | + 5 s           |

### Points attribués pour le classement par points
| Sprint intermédiaire Noventa Vicentina (km 50,6) | Sprint intermédiaire Noventa Vicentina (km 50,6) | Sprint intermédiaire Noventa Vicentina (km 50,6) | Sprint intermédiaire Noventa Vicentina (km 50,6) | Sprint intermédiaire Noventa Vicentina (km 50,6) |
| ------------------------------------------------ | ------------------------------------------------ | ------------------------------------------------ | ------------------------------------------------ | ------------------------------------------------ |
|                                                  | Coureur                                          | Pays                                             | Équipe                                           | Point(s)                                         |
| 1er                                              | Mattia Bais                                      | Italie                                           | Team Polti VisitMalta                            | 12                                               |
| 2e                                               | Dries De Bondt                                   | Belgique                                         | Decathlon AG2R La Mondiale Team                  | 8                                                |
| 3e                                               | Filippo Magli                                    | Italie                                           | VF Group - Bardiani CSF - Faizanè                | 5                                                |
| 4e                                               | Luca Mozzato                                     | Italie                                           | Arkéa - B&B Hotels                               | 3                                                |
| 5e                                               | Chris Hamilton                                   | Australie                                        | Team Picnic PostNL                               | 1                                                |
| modifier                                         |                                                  |                                                  |                                                  |                                                  |

| Sprint intermédiaire San Bonifacio (km 93,8) | Sprint intermédiaire San Bonifacio (km 93,8) | Sprint intermédiaire San Bonifacio (km 93,8) | Sprint intermédiaire San Bonifacio (km 93,8) | Sprint intermédiaire San Bonifacio (km 93,8) |
| -------------------------------------------- | -------------------------------------------- | -------------------------------------------- | -------------------------------------------- | -------------------------------------------- |
|                                              | Coureur                                      | Pays                                         | Équipe                                       | Point(s)                                     |
| 1er                                          | Dries De Bondt                               | Belgique                                     | Decathlon AG2R La Mondiale Team              | 12                                           |
| 2e                                           | Filippo Magli                                | Italie                                       | VF Group - Bardiani CSF - Faizanè            | 8                                            |
| 3e                                           | Mattia Bais                                  | Italie                                       | Team Polti VisitMalta                        | 5                                            |
| 4e                                           | Lorenzo Milesi                               | Italie                                       | Movistar Team                                | 3                                            |
| 5e                                           | Lorenzo Germani                              | Italie                                       | Groupama - FDJ                               | 1                                            |
| modifier                                     |                                              |                                              |                                              |                                              |

| \| Arrivée d'étape Vicence (km 180) \| Arrivée d'étape Vicence (km 180) \| Arrivée d'étape Vicence (km 180) \| Arrivée d'étape Vicence (km 180) \| Arrivée d'étape Vicence (km 180) \| \| -------------------------------- \| -------------------------------- \| -------------------------------- \| -------------------------------- \| -------------------------------- \| \| \| Coureur \| Pays \| Équipe \| Point(s) \| \| 1er \| Mads Pedersen \| Danemark \| Lidl - Trek \| 50 \| \| 2e \| Wout van Aert \| Belgique \| Team Visma - Lease a Bike \| 35 \| \| 3e \| Isaac Del Toro \| Mexique \| UAE Team Emirates XRG \| 25 \| \| 4e \| Rémy Rochas \| France \| Groupama - FDJ \| 18 \| \| 5e \| Dorian Godon \| France \| Decathlon AG2R La Mondiale Team \| 14 \| \| 6e \| Primož Roglič \| Slovénie \| Red Bull - BORA - hansgrohe \| 12 \| \| 7e \| Antonio Tiberi \| Italie \| Bahrain - Victorious \| 10 \| \| 8e \| Derek Gee \| Canada \| Israel - Premier Tech \| 8 \| \| 9e \| Orluis Aular \| Venezuela \| Movistar Team \| 7 \| \| 10e \| Egan Bernal \| Colombie \| INEOS Grenadiers \| 6 \| \| 11e \| Damiano Caruso \| Italie \| Bahrain - Victorious \| 5 \| \| 12e \| Nicola Conci \| Italie \| XDS Astana Team \| 4 \| \| 13e \| Stefano Oldani \| Italie \| Cofidis \| 3 \| \| 14e \| Giulio Ciccone \| Italie \| Lidl - Trek \| 2 \| \| 15e \| Juan Ayuso \| Espagne \| UAE Team Emirates XRG \| 1 \| \| modifier \| \| \| \| \| |                |           |                                 |          |
| Arrivée d'étape Vicence (km 180) |                |           |                                 |          |
| | Coureur        | Pays      | Équipe                          | Point(s) |
| 1er | Mads Pedersen  | Danemark  | Lidl - Trek                     | 50       |
| 2e | Wout van Aert  | Belgique  | Team Visma - Lease a Bike       | 35       |
| 3e | Isaac Del Toro | Mexique   | UAE Team Emirates XRG           | 25       |
| 4e | Rémy Rochas    | France    | Groupama - FDJ                  | 18       |
| 5e | Dorian Godon   | France    | Decathlon AG2R La Mondiale Team | 14       |
| 6e | Primož Roglič  | Slovénie  | Red Bull - BORA - hansgrohe     | 12       |
| 7e | Antonio Tiberi | Italie    | Bahrain - Victorious            | 10       |
| 8e | Derek Gee      | Canada    | Israel - Premier Tech           | 8        |
| 9e | Orluis Aular   | Venezuela | Movistar Team                   | 7        |
| 10e | Egan Bernal    | Colombie  | INEOS Grenadiers                | 6        |
| 11e | Damiano Caruso | Italie    | Bahrain - Victorious            | 5        |
| 12e | Nicola Conci   | Italie    | XDS Astana Team                 | 4        |
| 13e | Stefano Oldani | Italie    | Cofidis                         | 3        |
| 14e | Giulio Ciccone | Italie    | Lidl - Trek                     | 2        |
| 15e | Juan Ayuso     | Espagne   | UAE Team Emirates XRG           | 1        |
| modifier |                |           |                                 |          |

### Points attribués pour le classement du meilleur grimpeur
| Passo Roverello (km 31,9) 4e catégorie (3,4 km à 6,8%) | Passo Roverello (km 31,9) 4e catégorie (3,4 km à 6,8%) | Passo Roverello (km 31,9) 4e catégorie (3,4 km à 6,8%) | Passo Roverello (km 31,9) 4e catégorie (3,4 km à 6,8%) | Passo Roverello (km 31,9) 4e catégorie (3,4 km à 6,8%) |
| ------------------------------------------------------ | ------------------------------------------------------ | ------------------------------------------------------ | ------------------------------------------------------ | ------------------------------------------------------ |
|                                                        | Coureur                                                | Pays                                                   | Équipe                                                 | Point(s)                                               |
| 1er                                                    | Mattia Bais                                            | Italie                                                 | Team Polti VisitMalta                                  | 3                                                      |
| 2e                                                     | Chris Hamilton                                         | Australie                                              | Team Picnic PostNL                                     | 2                                                      |
| 3e                                                     | Luca Mozzato                                           | Italie                                                 | Arkéa - B&B Hotels                                     | 1                                                      |
| modifier                                               |                                                        |                                                        |                                                        |                                                        |

| San Giovanni in Monte (km 135,7) 4e catégorie (5 km à 6,6%) | San Giovanni in Monte (km 135,7) 4e catégorie (5 km à 6,6%) | San Giovanni in Monte (km 135,7) 4e catégorie (5 km à 6,6%) | San Giovanni in Monte (km 135,7) 4e catégorie (5 km à 6,6%) | San Giovanni in Monte (km 135,7) 4e catégorie (5 km à 6,6%) |
| ----------------------------------------------------------- | ----------------------------------------------------------- | ----------------------------------------------------------- | ----------------------------------------------------------- | ----------------------------------------------------------- |
|                                                             | Coureur                                                     | Pays                                                        | Équipe                                                      | Point(s)                                                    |
| 1er                                                         | Christian Scaroni                                           | Italie                                                      | XDS Astana Team                                             | 3                                                           |
| 2e                                                          | Lorenzo Germani                                             | Italie                                                      | Groupama - FDJ                                              | 2                                                           |
| 3e                                                          | Pello Bilbao                                                | Espagne                                                     | Bahrain - Victorious                                        | 1                                                           |
| modifier                                                    |                                                             |                                                             |                                                             |                                                             |

| Monte Berico (km 161) 4e catégorie (0,8 km à 7,6%) | Monte Berico (km 161) 4e catégorie (0,8 km à 7,6%) | Monte Berico (km 161) 4e catégorie (0,8 km à 7,6%) | Monte Berico (km 161) 4e catégorie (0,8 km à 7,6%) | Monte Berico (km 161) 4e catégorie (0,8 km à 7,6%) |
| -------------------------------------------------- | -------------------------------------------------- | -------------------------------------------------- | -------------------------------------------------- | -------------------------------------------------- |
|                                                    | Coureur                                            | Pays                                               | Équipe                                             | Point(s)                                           |
| 1er                                                | Christian Scaroni                                  | Italie                                             | XDS Astana Team                                    | 3                                                  |
| 2e                                                 | Lorenzo Germani                                    | Italie                                             | Groupama - FDJ                                     | 2                                                  |
| 3e                                                 | Carlos Verona                                      | Espagne                                            | Lidl - Trek                                        | 1                                                  |
| modifier                                           |                                                    |                                                    |                                                    |                                                    |

| Monte Berico (km 180) 4e catégorie (0,8 km à 7,6%) | Monte Berico (km 180) 4e catégorie (0,8 km à 7,6%) | Monte Berico (km 180) 4e catégorie (0,8 km à 7,6%) | Monte Berico (km 180) 4e catégorie (0,8 km à 7,6%) | Monte Berico (km 180) 4e catégorie (0,8 km à 7,6%) |
| -------------------------------------------------- | -------------------------------------------------- | -------------------------------------------------- | -------------------------------------------------- | -------------------------------------------------- |
|                                                    | Coureur                                            | Pays                                               | Équipe                                             | Point(s)                                           |
| 1er                                                | Mads Pedersen                                      | Danemark                                           | Lidl - Trek                                        | 3                                                  |
| 2e                                                 | Wout van Aert                                      | Belgique                                           | Team Visma \| Lease a Bike                         | 2                                                  |
| 3e                                                 | Isaac Del Toro                                     | Mexique                                            | UAE Team Emirates XRG                              | 1                                                  |
| modifier                                           |                                                    |                                                    |                                                    |                                                    |

### Points attribués pour le classement des sprints intermédiaires
| \| Red Bull KM Sprint Arcugnano (km 169,9) \| Red Bull KM Sprint Arcugnano (km 169,9) \| Red Bull KM Sprint Arcugnano (km 169,9) \| Red Bull KM Sprint Arcugnano (km 169,9) \| Red Bull KM Sprint Arcugnano (km 169,9) \| \| --------------------------------------- \| --------------------------------------- \| --------------------------------------- \| --------------------------------------- \| --------------------------------------- \| \| \| Coureur \| Pays \| Équipe \| Point(s) \| \| 1er \| Christian Scaroni \| Italie \| XDS Astana Team \| 15 \| \| 2e \| Juan Ayuso \| Espagne \| UAE Team Emirates XRG \| 8 \| \| 3e \| Isaac Del Toro \| Mexique \| UAE Team Emirates XRG \| 5 \| \| 4e \| Richard Carapaz \| Équateur \| EF Education - EasyPost \| 3 \| \| 5e \| Giulio Pellizzari \| Italie \| Red Bull - BORA - hansgrohe \| 1 \| \| modifier \| \| \| \| \| |                   |          |                             |          |
| Red Bull KM Sprint Arcugnano (km 169,9) |                   |          |                             |          |
| | Coureur           | Pays     | Équipe                      | Point(s) |
| 1er | Christian Scaroni | Italie   | XDS Astana Team             | 15       |
| 2e | Juan Ayuso        | Espagne  | UAE Team Emirates XRG       | 8        |
| 3e | Isaac Del Toro    | Mexique  | UAE Team Emirates XRG       | 5        |
| 4e | Richard Carapaz   | Équateur | EF Education - EasyPost     | 3        |
| 5e | Giulio Pellizzari | Italie   | Red Bull - BORA - hansgrohe | 1        |
| modifier |                   |          |                             |          |

### Bonifications
|   | Coureur           | Pays    | Équipe                | Secondes |
| - | ----------------- | ------- | --------------------- | -------- |
| 1 | Christian Scaroni | Italie  | XDS Astana Team       | 6 s      |
| 2 | Juan Ayuso        | Espagne | UAE Team Emirates XRG | 4 s      |
| 3 | Isaac Del Toro    | Mexique | UAE Team Emirates XRG | 2 s      |

|   | Coureur        | Pays     | Équipe                     | Secondes |
| - | -------------- | -------- | -------------------------- | -------- |
| 1 | Mads Pedersen  | Danemark | Lidl - Trek                | 10 s     |
| 2 | Wout van Aert  | Belgique | Team Visma \| Lease a Bike | 6 s      |
| 3 | Isaac Del Toro | Mexique  | UAE Team Emirates XRG      | 4 s      |

## Classements à l'issue de l'étape

### Classement général
| \| Classement général \| Classement général \| Classement général \| Classement général \| Classement général \| \| Coureur \| Coureur \| Pays \| Équipe \| Temps \| \| ------------------ \| ------------------ \| ------------------ \| -------------------------- \| ------------------ \| \| 1er \| Isaac Del Toro \| Mexique \| UAE Team Emirates XRG \| 42 h 32 min 59 s \| \| 2e \| Juan Ayuso \| Espagne \| UAE Team Emirates XRG \| + 38 s \| \| 3e \| Antonio Tiberi \| Italie \| Bahrain Victorious \| + 1 min 18 s \| \| 4e \| Simon Yates \| Royaume-Uni \| Team Visma \\| Lease a Bike \| + 1 min 20 s \| \| 5e \| Primož Roglič \| Slovénie \| Red Bull-Bora-Hansgrohe \| + 1 min 35 s \| \| 6e \| Richard Carapaz \| Équateur \| EF Education-EasyPost \| + 2 min 07 s \| \| 7e \| Giulio Ciccone \| Italie \| Lidl-Trek \| + 2 min 20 s \| \| 8e \| Brandon McNulty \| États-Unis \| UAE Team Emirates XRG \| + 2 min 40 s \| \| 9e \| Egan Bernal \| Colombie \| Ineos Grenadiers \| + 2 min 50 s \| \| 10e \| Derek Gee \| Canada \| Israel-Premier Tech \| + 2 min 54 s \| |                 |             |                            |                  |
| |                 |             |                            |                  |
| Source : ProCyclingStats |                 |             |                            |                  |
| Classement général |                 |             |                            |                  |
| Coureur | Coureur         | Pays        | Équipe                     | Temps            |
| 1er | Isaac Del Toro  | Mexique     | UAE Team Emirates XRG      | 42 h 32 min 59 s |
| 2e | Juan Ayuso      | Espagne     | UAE Team Emirates XRG      | + 38 s           |
| 3e | Antonio Tiberi  | Italie      | Bahrain Victorious         | + 1 min 18 s     |
| 4e | Simon Yates     | Royaume-Uni | Team Visma \| Lease a Bike | + 1 min 20 s     |
| 5e | Primož Roglič   | Slovénie    | Red Bull-Bora-Hansgrohe    | + 1 min 35 s     |
| 6e | Richard Carapaz | Équateur    | EF Education-EasyPost      | + 2 min 07 s     |
| 7e | Giulio Ciccone  | Italie      | Lidl-Trek                  | + 2 min 20 s     |
| 8e | Brandon McNulty | États-Unis  | UAE Team Emirates XRG      | + 2 min 40 s     |
| 9e | Egan Bernal     | Colombie    | Ineos Grenadiers           | + 2 min 50 s     |
| 10e | Derek Gee       | Canada      | Israel-Premier Tech        | + 2 min 54 s     |

### Classement par points
| Classement par points | Classement par points | Classement par points | Classement par points      | Classement par points |
| Coureur               | Coureur               | Pays                  | Équipe                     | Points                |
| --------------------- | --------------------- | --------------------- | -------------------------- | --------------------- |
| 1er                   | Mads Pedersen         | Danemark              | Lidl-Trek                  | 227 pts               |
| 2e                    | Olav Kooij            | Pays-Bas              | Team Visma \| Lease a Bike | 105 pts               |
| 3e                    | Casper van Uden       | Pays-Bas              | Team Picnic-PostNL         | 85 pts                |
| 4e                    | Isaac Del Toro        | Mexique               | UAE Team Emirates XRG      | 79 pts                |
| 5e                    | Wout van Aert         | Belgique              | Team Visma \| Lease a Bike | 78 pts                |
| 6e                    | Alessandro Tonelli    | Italie                | Team Polti VisitMalta      | 64 pts                |
| 7e                    | Dries De Bondt        | Belgique              | Decathlon-AG2R La Mondiale | 49 pts                |
| 8e                    | Orluis Aular          | Venezuela             | Movistar Team              | 49 pts                |
| 9e                    | Richard Carapaz       | Équateur              | EF Education-EasyPost      | 45 pts                |
| 10e                   | Edoardo Zambanini     | Italie                | Bahrain Victorious         | 41 pts                |

### Classement de la montagne
| Classement de la montagne | Classement de la montagne | Classement de la montagne | Classement de la montagne     | Classement de la montagne |
| Coureur                   | Coureur                   | Pays                      | Équipe                        | Points                    |
| ------------------------- | ------------------------- | ------------------------- | ----------------------------- | ------------------------- |
| 1er                       | Lorenzo Fortunato         | Italie                    | XDS Astana Team               | 157 pts                   |
| 2e                        | Juan Ayuso                | Espagne                   | UAE Team Emirates XRG         | 54 pts                    |
| 3e                        | Manuele Tarozzi           | Italie                    | VF Group-Bardiani CSF-Faizanè | 50 pts                    |
| 4e                        | Paul Double               | Royaume-Uni               | Team Jayco AlUla              | 36 pts                    |
| 5e                        | Isaac Del Toro            | Mexique                   | UAE Team Emirates XRG         | 31 pts                    |
| 6e                        | Pello Bilbao              | Espagne                   | Bahrain Victorious            | 29 pts                    |
| 7e                        | Nairo Quintana            | Colombie                  | Movistar Team                 | 28 pts                    |
| 8e                        | Sylvain Moniquet          | Belgique                  | Cofidis                       | 22 pts                    |
| 9e                        | Luke Plapp                | Australie                 | Team Jayco AlUla              | 22 pts                    |
| 10e                       | Richard Carapaz           | Équateur                  | EF Education-EasyPost         | 19 pts                    |

### Classement du meilleur jeune
| Classement du meilleur jeune | Classement du meilleur jeune | Classement du meilleur jeune | Classement du meilleur jeune | Classement du meilleur jeune |
| Coureur                      | Coureur                      | Pays                         | Équipe                       | Temps                        |
| ---------------------------- | ---------------------------- | ---------------------------- | ---------------------------- | ---------------------------- |
| 1er                          | Isaac Del Toro               | Mexique                      | UAE Team Emirates XRG        | 42 h 32 min 59 s             |
| 2e                           | Juan Ayuso                   | Espagne                      | UAE Team Emirates XRG        | + 38 s                       |
| 3e                           | Antonio Tiberi               | Italie                       | Bahrain Victorious           | + 1 min 18 s                 |
| 4e                           | Giulio Pellizzari            | Italie                       | Red Bull-Bora-Hansgrohe      | + 4 min 13 s                 |
| 5e                           | Davide Piganzoli             | Italie                       | Team Polti VisitMalta        | + 4 min 23 s                 |
| 6e                           | Max Poole                    | Royaume-Uni                  | Team Picnic-PostNL           | + 5 min 51 s                 |
| 7e                           | Embret Svestad-Bårdseng      | Norvège                      | Arkéa-B&B Hotels             | + 13 min 12 s                |
| 8e                           | Edoardo Zambanini            | Italie                       | Bahrain Victorious           | + 20 min 12 s                |
| 9e                           | Mathias Vacek                | Tchéquie                     | Lidl-Trek                    | + 23 min 29 s                |
| 10e                          | Marco Frigo                  | Italie                       | Israel-Premier Tech          | + 24 min 21 s                |

### Classement par équipes
| Classement par équipes | Classement par équipes     | Classement par équipes | Classement par équipes |
| Équipe                 | Équipe                     | Pays                   | Temps                  |
| ---------------------- | -------------------------- | ---------------------- | ---------------------- |
| 1re                    | UAE Team Emirates XRG      | Émirats arabes unis    | 139 h 35 min 52 s      |
| 2e                     | Bahrain-Victorious         | Bahreïn                | + 20 min 33 s          |
| 3e                     | Lidl-Trek                  | États-Unis             | + 22 min 50 s          |
| 4e                     | Team Visma \| Lease a Bike | Pays-Bas               | + 25 min 13 s          |
| 5e                     | XDS Astana Team            | Kazakhstan             | + 27 min 13 s          |
| 6e                     | Movistar Team              | Espagne                | + 31 min 57 s          |
| 7e                     | Red Bull-BORA-hansgrohe    | Allemagne              | + 32 min 51 s          |
| 8e                     | Team Jayco AlUla           | Australie              | + 40 min 35 s          |
| 9e                     | Ineos Grenadiers           | Royaume-Uni            | + 41 min 54 s          |
| 10e                    | EF Education-EasyPost      | États-Unis             | + 51 min 57 s          |

## Abandons
Aucun abandon.

## Sanctions
| Coureur         | Équipe                  | Sanctions                                                                                              | Raison |
| --------------- | ----------------------- | --- | --- |
| Kaden Groves    | Alpecin - Deceuninck    | +20 secondes de pénalité au classement général. -10 points au classement par points. 500 CHF d'amende. | Art. 2.12.007 4.10.4 "Alimentation non autorisée dans une course par étapes, dans les 20 derniers km de l'étape."                                                                       |
| Brandon McNulty | UAE Team Emirates - XRG | 200 CHF d'amende.                                                                                      | Art. 2.12.007 8.6 "Comportement inconvenant ou déplacé (notamment, se déshabiller ou uriner en public au départ, à l’arrivée ou au cours de la course) et dommages à l’image du sport." |
|                 | Alpecin - Deceuninck    | 1000 CHF d'amende.                                                                                     | Art. 2.12.007 4.10.4 "Alimentation non autorisée dans une course par étapes, dans les 20 derniers km de l'étape."                                                                       |